# Drongo-real
O drongo-real (Dicrurus macrocercus) é uma pequena ave passeriforme asiática da família Dicruridae. É um reprodutor residente comum em grande parte do sul da Ásia tropical, desde o sudoeste do Irã, passando pelo Paquistão, Índia, Bangladesh e Sri Lanka, até o sul da China e Indonésia, e ocasionalmente visitando o Japão. É uma ave totalmente preta com uma cauda bifurcada característica e mede 28 cm de comprimento. Alimenta-se de insetos e é comum em áreas agrícolas abertas e florestas em toda a sua área de distribuição, empoleirando-se visivelmente em um poleiro ou ao longo de linhas elétricas ou telefônicas.
A espécie é conhecida por seu comportamento agressivo em relação a aves muito maiores, como corvos, nunca hesitando em atacar qualquer ave de rapina que invada seu território. Esse comportamento lhe rendeu o nome informal de corvo-rei. Os pássaros menores geralmente fazem seus ninhos nas proximidades bem protegidas de um drongo-real. Anteriormente agrupadas junto com o drongo-de-cauda-forcada (Dicrurus adsimilis), as aves asiáticas são agora tratadas como uma espécie separada com várias populações distintas.
O drongo-real está listado como espécie pouco preocupante pela União Internacional para a Conservação da Natureza (IUCN) na Lista Vermelha da IUCN, devido à sua ampla distribuição e relativa frequência. Ele foi introduzido em algumas ilhas do Pacífico, onde prosperou e se tornou abundante a ponto de ameaçar e causar a extinção de espécies de aves nativas e endêmicas.

## Taxonomia e sistemática

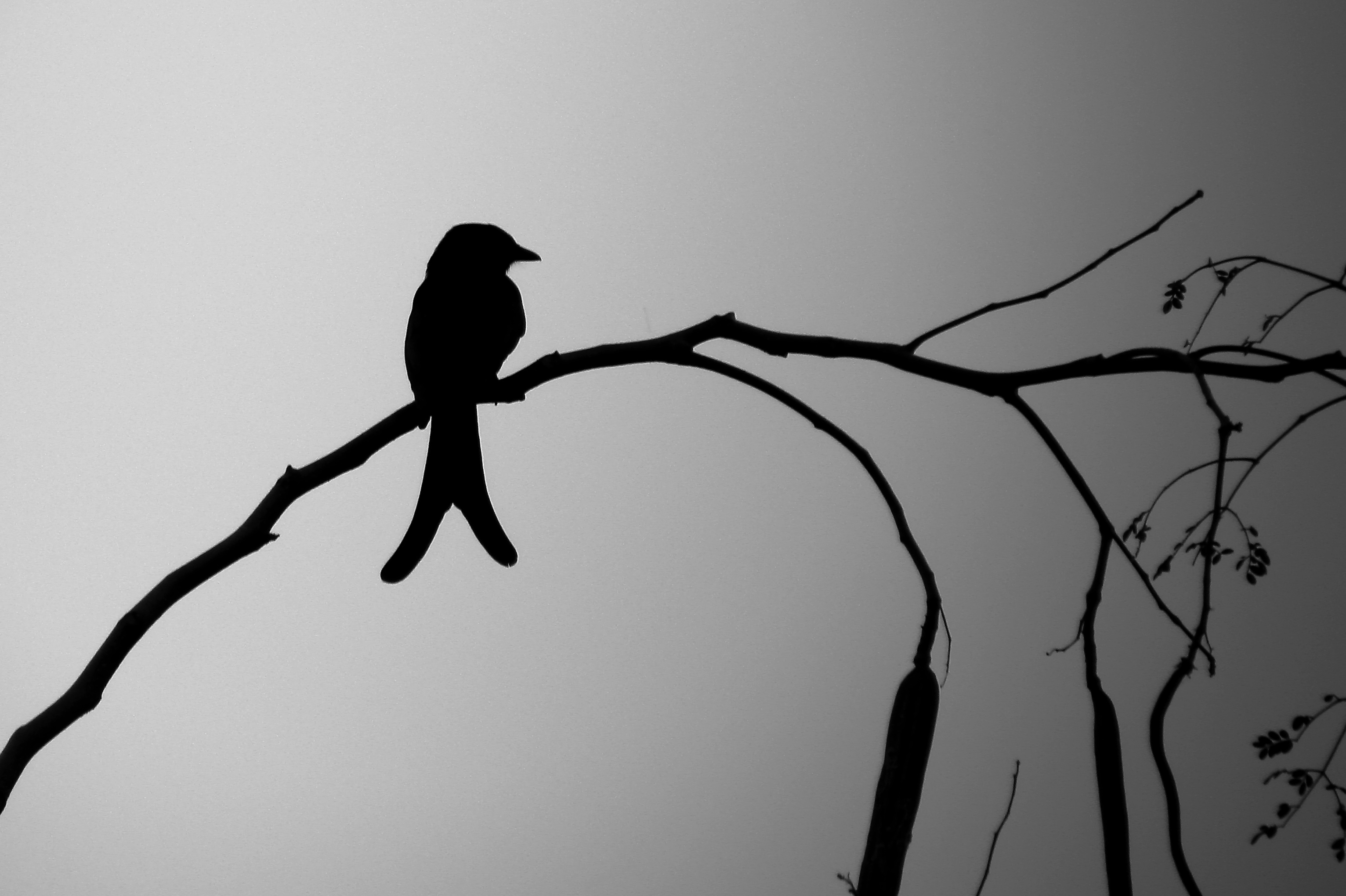
Silhueta típica.

O drongo-real já foi considerado uma subespécie do drongo-de-cauda-forcada (Dicrurus adsimilis), um parente próximo que divergiu há relativamente pouco tempo. As duas espécies são agora consideradas distintas, com o drongo-de-cauda-forcada restrito à África e separado da distribuição asiática do drongo-real.
Foram nomeadas sete subespécies, mas as populações, em grande parte contíguas, apresentam variação clinal. Os indivíduos do norte da Índia (D. m. albirictus) são maiores do que os da população menor do Sri Lanka, enquanto os da Índia peninsular têm tamanho intermediário. A subespécie D. m. cathoecus é encontrada na Tailândia, em Hong Kong e na China. Essa subespécie tem uma mancha rictal muito menor e as asas são escuras com um brilho esverdeado. No sul do Sião, a subespécie D. m. thai é residente, mas se sobrepõe à D. m. cathoecus invernal. A subespécie D. m. javanus é encontrada nas ilhas de Java e Bali. A subespécie D. m. harterti, encontrada na Ilha Formosa, tem o comprimento da cauda menor que o da asa.

## Descrição
Essa ave é preta brilhante com uma bifurcação larga na cauda. Os adultos geralmente têm uma pequena mancha branca na base da boca. A íris é marrom-escura (não carmesim, como no semelhante drongo-cinzento [en]). Não é possível distinguir os sexos no campo. Os filhotes são amarronzados e podem ter algumas manchas brancas na barriga, e, por isso, podem ser confundidos com o drongo-de-barriga-branca [en]. No primeiro ano de vida, os pássaros têm pontas brancas nas penas da barriga, enquanto no segundo ano de vida têm essas penas com pontas brancas restritas à abertura.
São aves agressivas e destemidas e, embora tenham apenas 28 cm de comprimento, atacam espécies muito maiores que entram em seu território de nidificação, inclusive corvos e aves de rapina. Esse comportamento levou ao seu antigo nome de corvo-rei. Eles voam com fortes batidas de asa e são capazes de fazer manobras rápidas que lhes permitem capturar insetos voadores. Com pernas curtas, eles se sentam eretos em arbustos espinhosos, poleiros ou fios de eletricidade. Também podem se empoleirar em animais que estejam pastando.
Eles são capazes de produzir uma grande variedade de chamados, mas um chamado comum é o tee-hee de duas notas, semelhante ao do gavião-chicra [en] (Accipiter badius).

## Distribuição e habitat
O drongo-real é encontrado predominantemente em áreas abertas e geralmente se empoleira e caça próximo ao solo. Em sua maioria, são predadores aéreos de insetos, mas também coletam insetos do solo ou da vegetação. São encontrados como visitantes de verão no nordeste do Afeganistão e no norte do Paquistão, mas são residentes do Vale do Rio Indo até Bangladesh e na Índia e no Sri Lanka. Algumas populações apresentam movimentos sazonais que são mal compreendidos, enquanto as populações na Coreia são conhecidas por serem migratórias. O drongo-real pode ser encontrado em savanas, campos e habitats urbanos.
Os drongos-reais foram introduzidos pouco antes da Segunda Guerra Mundial, vindos de Taiwan para a ilha de Rota, para ajudar no controle de insetos. Acredita-se que eles tenham se dispersado pelo mar até a ilha de Guam na década de 1950. Em 1967, eles eram a quarta ave mais comumente vista nas contagens de beira de estrada em Guam e, atualmente, são a ave mais abundante no local. A predação e a competição com os drongos-reais foram sugeridas como fatores no declínio de espécies de aves endêmicas, como o Zosterops rotensis [en] e o papa-moscas-de-guame.

## Comportamento e ecologia

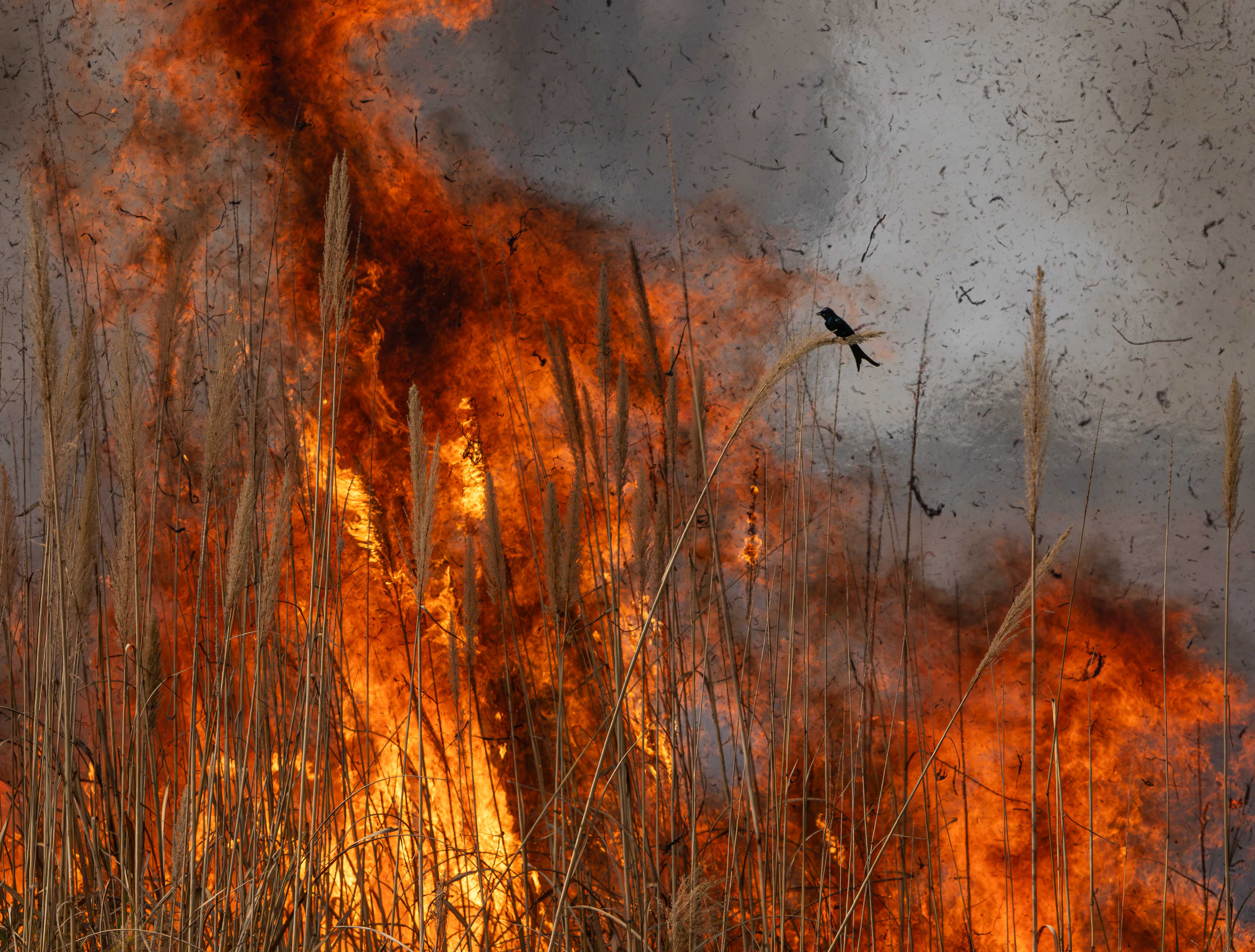
Drongo-real forrageando à beira de incêndios.

### Alimentação e forrageamento

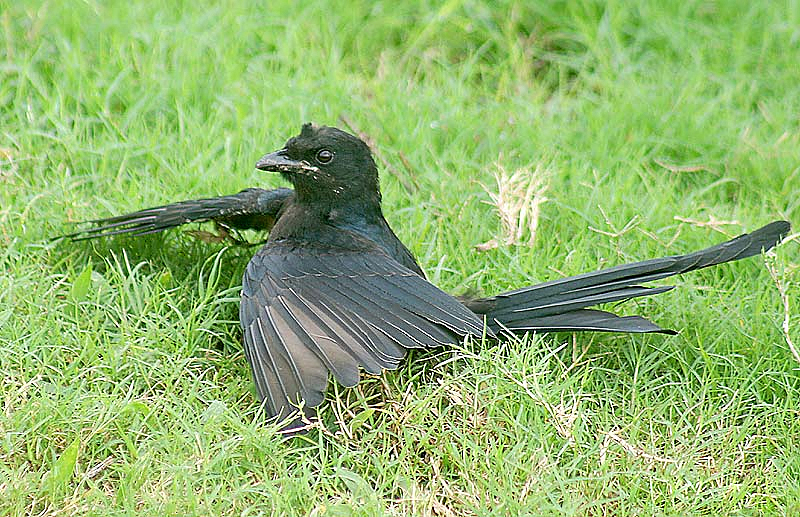
Drongo-real tomando sol ou possivelmente procurando por formigas.

Os drongos-reais tornam-se ativos muito cedo ao amanhecer e se empoleiram mais tarde do que muitas outras aves. Alimentam-se principalmente de insetos, como gafanhotos, cigarras, cupins, vespas, abelhas, formigas, mariposas, besouros e libélulas. Às vezes, eles voam perto dos galhos das árvores, tentando perturbar os insetos que possam estar presentes. Eles se reúnem em campos que estão sendo arados, coletando lagartas e larvas de besouros. Até 35 aves foram vistas em tais congregações. Eles também são atraídos por incêndios em habitats de arbustos e pastagens onde os insetos são perturbados. Eles parecem evitar moscas. Eles se associam a mainatos-de-mascarilha-amarela, garças-vaqueiras e outras aves que compartilham uma dieta e um habitat semelhantes. Os drongos se beneficiam dessa associação e são mais bem-sucedidos em seu forrageamento. Há apenas uma sobreposição parcial entre as presas de insetos procuradas pelos mainatos-de-mascarilha-amarela e pelos drongos, embora em raros casos os drongos possam roubar presas dos mainatos-de-mascarilha-amarela. Diz-se que eles imitam o chamado do gavião-chicra para fazer os mainatos-de-mascarilha-amarela voarem e depois roubarem suas presas. Comportamento semelhante, usando chamadas de alarme falso, foi observado no drongo-de-cauda-forcada. Há alguns casos em que o drongo-real se alimenta de pequenos pássaros, répteis ou talvez até morcegos. Sugeriu-se que eles podem se alimentar de pássaros com mais intensidade durante a migração. Um indivíduo em uma ilha de parada migratória na Coreia capturou vários pássaros, um após o outro, matando-os com golpes na parte de trás da cabeça e do pescoço e se alimentando seletivamente de partes, especialmente do cérebro. Eles também foram vistos ocasionalmente se alimentando de peixes. As flores de árvores como Erythrina e Bombax podem ser visitadas para obter água e néctar e às vezes os drongos são conhecidos por se alimentarem de grãos. Sabe-se que apenas raramente se alimentam de artrópodes maiores, como escorpiões e centopéias. Alimentam-se de borboletas da subfamília Danainae [en] que são frequentemente evitadas por outros predadores e sabe-se que se alimentam à noite, frequentemente de insetos atraídos por luzes artificiais.

### Nidificação e reprodução

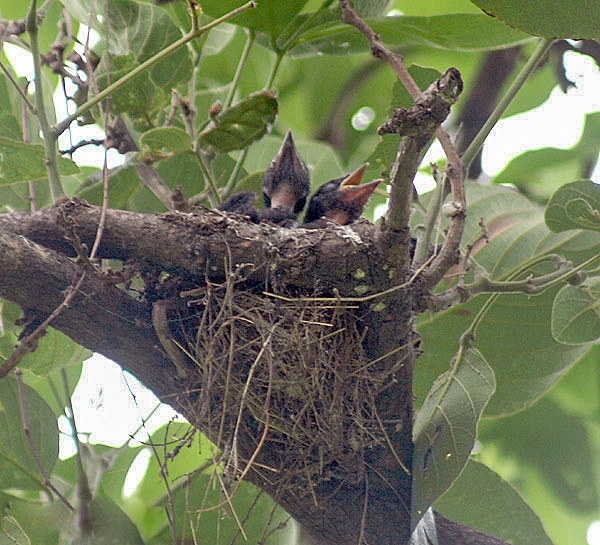
Ninho em Bengala Ocidental.

Os drongos-reais se reproduzem principalmente em fevereiro e março no sul da Índia e até agosto em outras partes do país. Os machos e as fêmeas cantam pela manhã durante a época de reprodução. O cortejo pode incluir perseguições acrobáticas e eles podem travar suas asas e bicos juntos, com o par às vezes caindo no chão. As exibições podem ser feitas no chão. Os laços entre os pares são mantidos por toda a estação reprodutiva. O ninho é feito com uma fina camada de gravetos colocados na forquilha de um galho e é construído em uma semana pelo macho e pela fêmea. Os ovos são postos perto das primeiras chuvas de abril. A ninhada usual é de três ou raramente quatro ovos em um ninho colocado na bifurcação de um galho externo da árvore. As árvores grandes e frondosas, como a jaqueira, são as preferidas. Os ovos são de cor creme claro a vermelho com manchas e marcas e têm 26 mm de comprimento e 19 mm de largura. Os ovos são incubados por ambos os pais e eclodem após 14 a 15 dias. Os filhotes são alimentados durante os primeiros cinco dias, após os quais são capazes de manter uma temperatura corporal razoavelmente constante. Uma segunda ninhada pode ser colocada se a primeira for destruída. Às vezes, os ninhos são construídos em postes telefônicos. É mantido um território de nidificação de 0,003 a 0,012 km².
Às vezes, observa-se que os ajudantes, descendentes da ninhada anterior, ajudam a alimentar os filhotes no ninho de seus pais. Foram observados casos de parasitismo de ninhada pelo coel-asiático. Observou-se um sucesso reprodutivo médio de 44%, sendo que a principal causa da mortalidade dos filhotes foi a escassez de insetos, que, por sua vez, dependia da chuva.

### Nidificação de proximidade emobbing

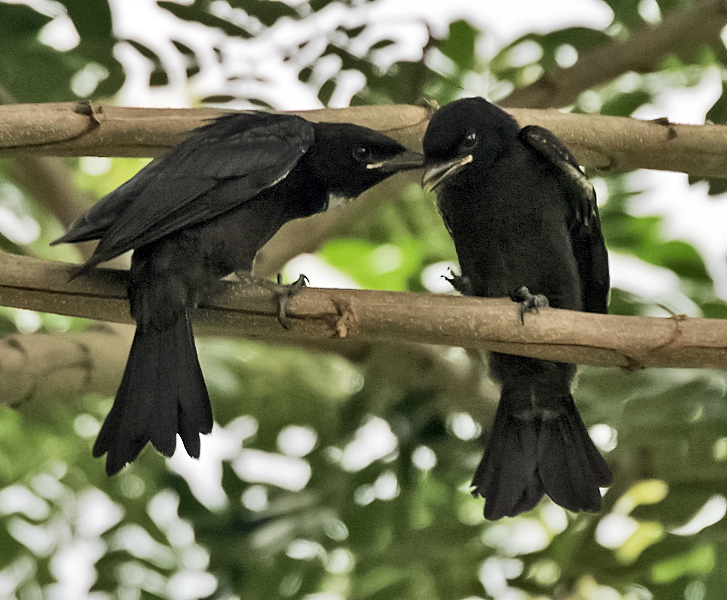
Jovens totalmente emplumados que ainda não desenvolveram a cauda bifurcada.

Acredita-se que seu hábito de afugentar os predadores de perto de seus ninhos incentiva outras aves, como orioles, pombas, tagarelas, e especialmente bulbuls, a fazer seus ninhos nas proximidades. Em um estudo, 18 de 40 ninhos tinham bulbuls-de-cloaca-vermelha fazendo seus ninhos a menos de 10 metros. Foi registrado um caso anormal de alimentação interespecífica com um bulbul-de-cloaca-vermelha alimentando os filhotes de um drongo-real em seu ninho.
Sugeriu-se que o cuco-drongo-de-cauda-quadrada (Surniculus lugubris) evoluiu para imitar essa espécie. A intensidade do mobbing de predadores foi estudada em Java e as observações mostraram que houve um aumento significativo no mobbing, durante a estação de nidificação, de alguns predadores, como o Nisaetus bartelsi [en], mas a águia-negra [en], um predador de ninhos, apresenta o comportamento com a mesma intensidade em todas as estações. Sugeriu-se que essa estratégia pode evitar a divulgação da localização dos ninhos durante a época de reprodução.

### Crescimento e desenvolvimento
As aves jovens têm o papo vermelho-amarelado. Os folículos das penas aparecem no quarto dia, e as penas surgem após uma semana. Os filhotes aumentam de peso de forma constante até os 12 dias de idade. Os olhos se abrem no oitavo dia, com a íris preto-avermelhada. Os filhotes deixam o ninho cerca de 16 a 20 dias após a eclosão dos ovos. Eles não têm a bifurcação na cauda até três semanas. Os pais continuam a alimentá-los e a protegê-los por um mês. As aves jovens podem implorar por comida por mais tempo, mas geralmente são ignoradas ou afugentadas pelos adultos. As aves atingem a condição de reprodução em cerca de dois anos.

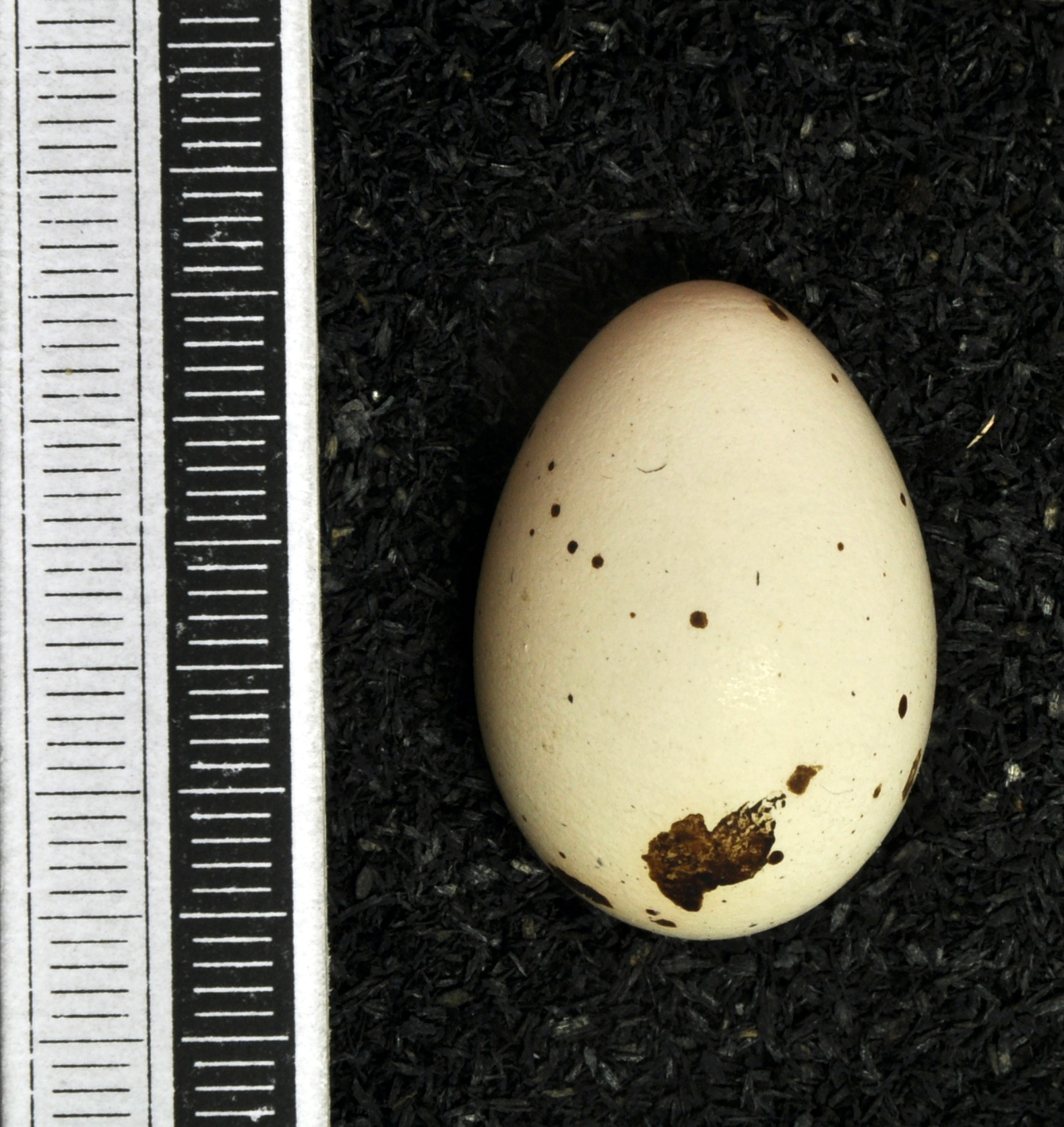
Coleção do en.

Eles são tão agressivos que, às vezes, podem pousar em grandes aves de rapina e bicá-las quando estão em movimento.
Foi observado um comportamento lúdico em que as aves soltam uma folha no ar e a pegam em pleno ar, o que pode ajudar as aves jovens a adquirir habilidades acrobáticas.
No sul da Índia, eles mudam suas penas de junho a outubro. A ecdise das asas começa em julho com a primeira primária e prossegue até a décima. As secundárias são substituídas a partir de agosto, depois que as primárias atingem a terceira pena. A muda secundária não é ordenada, sendo que a oitava e a sétima caem mais cedo do que as demais. As penas da cauda são mudadas centrifugamente. As mudanças sazonais de cor nos tecidos testiculares são causadas pela variação na síntese de melanina, com a perda da pigmentação escura durante a estação de reprodução.

### Parasitas e doenças
Muitos piolhos de pássaros ectoparasitas (Myrsidea [en] e Menacanthus [en]), cestódeos endoparasitas e nematódeos foram descritos nessa espécie. No entanto, nenhum predador ou doença é um fator significativo na mortalidade de adultos.

## Relação com os seres humanos

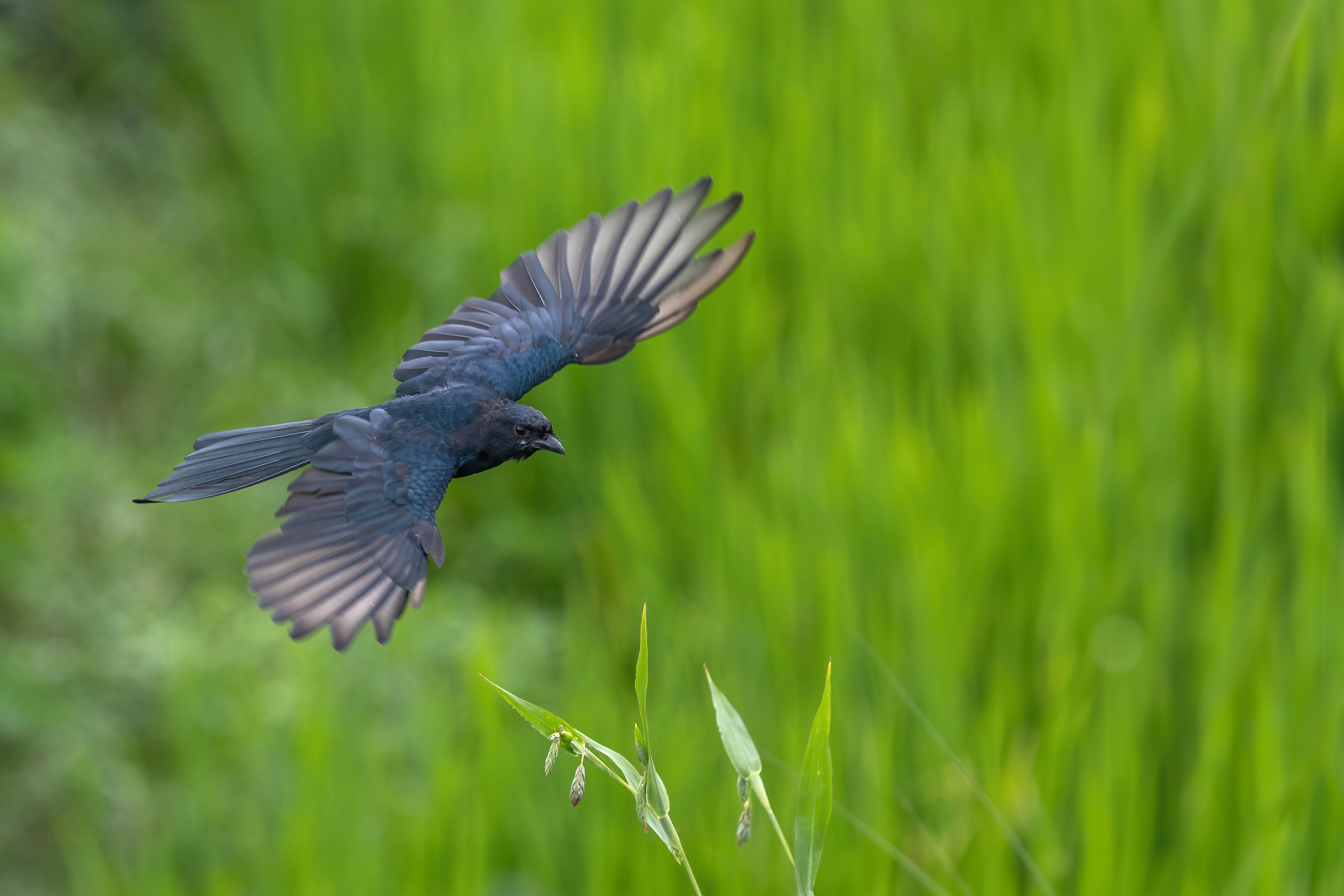
Drongo-real em voo, no Nepal.

Seu hábito de predar abelhas as torna um incômodo para os apicultores, mas os fazendeiros as atraem para seus campos usando poleiros artificiais nos campos para incentivá-las a se alimentar de insetos-praga.

### Na cultura
Por serem comuns, elas têm uma grande variedade de nomes locais. O nome mais antigo do gênero Buchanga foi derivado do nome hindi Bhujanga. Outros nomes locais incluem “srigunting hitam” na Indonésia, Thampal no Paquistão, Gohalo/Kolaho no Baluquistão, Kalkalachi em Sindi, Kotwal em Hindi; Finge ou Finga em Bengali; Phesu em Assamês; Cheiroi em Manipuri; Kosita/Kalo koshi em Gujarati; Ghosia em Marathi; Kajalapati em Oriya; Kari kuruvi, Erettai valan em Tamil; Passala poli gadu em Telugu; Aanaranji em Malayalam; Kari bhujanga em Kannada e Kalu Kawuda em Sinhalese. O povo soliga não diferencia esse drongo do drongo-bronzeado [en], sendo ambos conhecidos como karaḷi, mas o drongo-de-cauda-raquete-maior [en] é chamado de dodda karaḷi. Uma superstição na Índia central é que o gado perderia seu chifre se um drongo recém-criado pousasse nele. Ele é reverenciado em partes de Punjab, na crença de que trouxe água para Husayn ibn Ali, reverenciado pelos muçulmanos xiitas.